# هیسای (استان میه)
هیسای ((به ژاپنی: 久居市, Hisai-shi)) یکی از شهرهای ژاپن واقع در استان میه، ژاپن بود این شهر در ۱ اوت ۱۹۷۰ تأسیس شد.
در سال ۲۰۰۳، این شهر دارای جمعیت (زیست‌شناسی) ۴۱۶۶۹ و تراکم جمعیت ۶۱۰٫۹۸ نفر در هر کیلومتر مربع بود. مساحت کل ۶۸٫۲۰ کیلومتر مربع بود.